# Lavinia Schuler-Faccini
Lavinia Schuler-Faccini é uma professora universitária, geneticista e pesquisadora brasileira. Presidente da Rede Latinoamericana de Genética Humana e do Congresso Brasileiro de Genética Médica, chefia as pesquisas sobre o Zika vírus na América do Sul.
Schuler-Faccini possui graduação em Medicina (1983) pela Universidade Federal do Rio Grande do Sul (UFRGS), bem como mestrado (1985) e doutorado em Genética e Biologia Molecular (1992) pela mesma instituição. É professora titular do Departamento de Genética da UFRGS. Também é a chefe do Serviço de Genética Médica do Hospital de Clínicas de Porto Alegre.